# 深溪镇
深溪镇，是中华人民共和国贵州省遵义市红花岗区下辖的一个乡镇级行政单位。

## 行政区划
深溪镇下辖以下地区：
深溪水社区、坪桥村、永安村、复兴村、深溪村、龙江村、高坊村、清江村和大窝村。